# Харакірі (фільм, 1962)
«Харакірі» (яп. 切腹, сеппуку, англ. Harakiri) — японська історична драма (дзідайґекі) 1962 року, поставлена режисером Масакі Кобаясі за романом Ясухіко Такіґуті. Фільм отримав Приз журі 16-го Каннського міжнародного кінофестивалю 1963 року, розділивши його зі стрічкою чехословацького режисера Войтеха Ясни «Ось прийде кіт» . У 2011 році було знято ремейк цього фільму з використанням 3D-технології.
На 1 березня 2024 року фільм займав 45-ту позицію у списку 250 найкращих фільмів за версією IMDb.

## Сюжет
Період Едо, епоха правління сьоґуната Токуґава (1603—1868). Ронін, що називає себе Ханшіро Цуґумо, бувши несила переносити ганьбу убогого існування, з'являється в Едо, в резиденцію свого пана Хіконе, і наполягає на дозволі вчинити ритуальне розпорювання живота (сеппуку) у його дворі. У ті дні подібна вимога була поширеним засобом вимагання грошей, оскільки від роніна відкуповувалися, щоб уникнути пліток. Але васали Хіконе бачать у цій ситуації прекрасну можливість покарати тих, хто негідний звання самурая, і погоджуються. Радник клану, Каґею Сайто, розповідає Ханшіро застережливу історію: деякий час назад інший ронін, Мотоме Тідзіїва — з того ж клану, що і Ханшіро, — прийшов у маєток з таким же проханням, і його змусили довести справу до кінця, навіть коли з'ясувалося, що меч Мотоме — бамбукова імітація, оскільки свої справжні мечі він продав. Мотоме помер у страшних муках, намагаючись розпороти живіт бамбуковим мечем. Але Хансіро, попри застереження, повторює прохання про харакірі.
Поки йдуть приготування до церемонії, на яких присутні васали Хіконе, Цуґумо просить одного з воїнів бути присутнім на церемонії, щоб відсікти йому голову, коли він, зробивши горизонтальний розріз, почне хворобливий вертикальний. Негайно посилають за воїном, але він чомусь не може з'явитися. Цуґумо називає двох інших васалів, за якими також посилають, але і вони не приходять. Поки усі чекають, Цуґумо розповідає історію своєї сім'ї. Колись він був старшим радником пана, але через утиски сьоґунату його хазяїн розорився. Один з самураїв хазяїна оголосив себе винним у розоренні й вчинив харакірі. Цуґумо взяв на себе турботи про його сина і пізніше віддав йому за дружину свою доньку. Доведений до відчаю фінансовими складнощами, цей молодий чоловік приходить одного разу в резиденцію Хіконе і просить дозволу вчинити там харакірі — можливо в надії отримати гроші. Але васали Хіконе вирішують дозволити йому зробити це, оскільки їм подобаються істинні прояви бусідо. Коли юнак чує їхню відповідь, він блідне, тому що він вже заклав свою зброю і при ньому лише бамбукові мечі. Васали, глухі до його прохань, дозволити йому піти за мечами. Врешті-решт його змушують вчинити ритуальне розпорювання живота коротким бамбуковим мечем, і він вбиває себе, відкусивши власний язик. Юнак, що наклав на себе руки в страшних муках, був прийомним сином Ханшіро.
Цуґумо закінчує свою розповідь поясненням істинної причини відсутності воїнів. Обурений нелюдяним поводженням зі своїм зятем, він таємно кинув виклик кожному з трьох людей, безпосередньо повинних у стражданнях юнака, і відсік пучки волосся — символ статусу самурая — на їхніх потилицях. Потім Цуґумо кидає три пучки волосся на білий пісок двору. Радник клану Сайто в гніві наказує васалам убити Хансіро. У битві Цуґумо вбиває чотирьох і ранить вісьмох, повільно гинучи від ран. Коли прибуває нова група васалів з рушницями, Цуґумо намагається вчинити харакірі, але його розстрілюють.

## У ролях
- Тацуя Накадай ···· Ханшіро Цуґумо
- Рентаро Мікуні ···· Кагею Сайто
- Акіра Ісіхама ···· Мотоме Тідзіїва
- Сиіма Ивашіта ···· Міхо Цугумо
- Тецуро Тамба ···· Хікокуро Омодака
- Масао Місіма ···· Танґо Інаба
- Ітіро Накатані ···· Хаято Ядзакі
- Кей Сато ···· Масакадзу
- Йосіо Інаба ···· Дзінай Тідзіїва
- Йошіро Аокі ···· Уменоске Кавабе

## Знімальна група
- Автори сценарію — Шінобу Хасімото, Ясухіко Такіґуті (за романом Ясухіко Такіґуті)
- Режисер-постановник — Масакі Кобаясі
- Продюсер — Тацуо Хосоя
- Оператор — Йосіо Міядзіма
- Композитор — Тору Такеміцу
- Монтаж — Хісасі Саґара
- Художник по костюмах — Міцудзо Уеда
- Художник-декоратор — Дзенічі Таджірі
- Артдиректори — Джюнпей Оосумі, Шіґемаса Тода
- Звукорежисер — Хідео Нішідзакі

## Визнання
| Нагороди та номінації фільму «Харакірі» | Нагороди та номінації фільму «Харакірі»           | Нагороди та номінації фільму «Харакірі»         | Нагороди та номінації фільму «Харакірі» | Нагороди та номінації фільму «Харакірі» | Нагороди та номінації фільму «Харакірі» |
| Рік                                     | Кінофестиваль/кінопремія                          | Категорія/нагорода                              | Номінант                                | Результат                               |                                         |
| --------------------------------------- | ------------------------------------------------- | ----------------------------------------------- | --------------------------------------- | --------------------------------------- | --------------------------------------- |
| 1963                                    | 16-й Каннський міжнародний кінофестиваль          | Золота пальмова гілка                           | Харакірі                                | Номінація                               |                                         |
| 1963                                    | 16-й Каннський міжнародний кінофестиваль          | Спеціальний приз журі                           | Харакірі                                | Перемога                                |                                         |
| 1963                                    | Премія «Блакитна стрічка»                         | Найкращий сценарій                              | Сінобу Хасімото                         | Перемога                                |                                         |
| 1963                                    | Премія «Блакитна стрічка»                         | Найкращий актор                                 | Тацуя Накадай                           | Перемога                                |                                         |
| 1963                                    | Премія «Майніті»                                  | Найкращий фільм                                 | Харакірі                                | Перемога                                |                                         |
| 1900                                    | Премія «Майніті»                                  | Найкраща музика до фільму                       | Тору Такеміцу                           | Перемога                                |                                         |
| 1900                                    | Премія «Майніті»                                  | Найкращий артдиректор                           | Джюнпей Оосумі та Шіґемаса Тода         | Перемога                                |                                         |
| 1900                                    | Премія «Майніті»                                  | Найкращий звукозапис                            | Хідео Нішідзакі                         | Перемога                                |                                         |
| 1963                                    | Премія Kinema Junpo                               | Найкращий актор                                 | Тацуя Накадай                           | Перемога                                |                                         |
| 1963                                    | Італійський національний синдикат кіножурналістів | Срібна стрічка найкращому іноземному режисерові | Масакі Кобаясі                          | Номінація                               |                                         |